# Grão Vasco
Vasco Fernandes (Viseu, ~1475 - ~1542), plus connu sous le nom de Grão Vasco, (Grand Vasco) est un peintre portugais.
Grão Vasco est considéré comme le plus grand peintre portugais du XVIe siècle. Il naquit probablement à Viseu et exerça son activité artistique au Nord du Portugal dans la première moitié du  XVIe siècle.

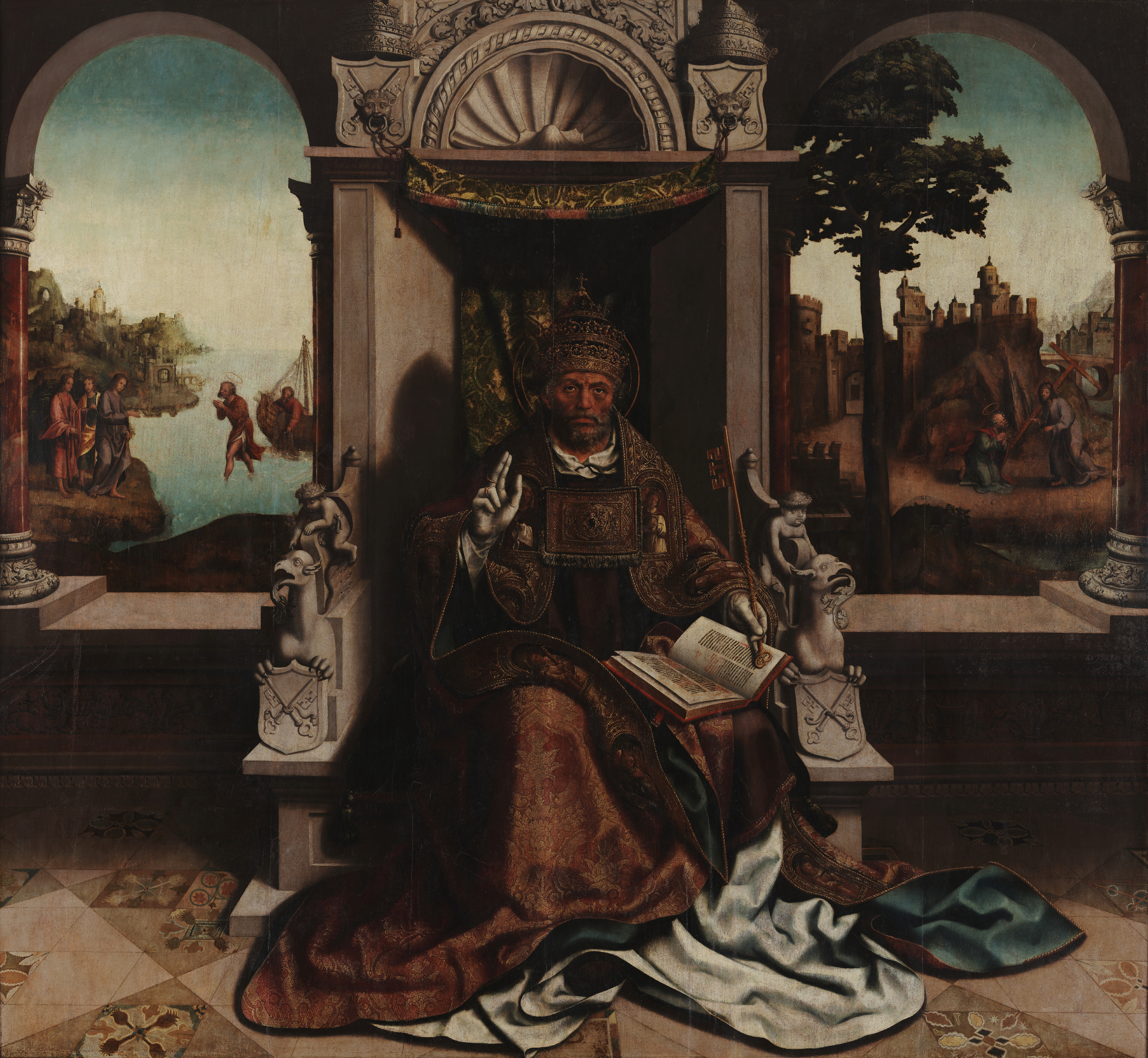
Saint Pierre de Vasco Fernandes, peint pour la cathédrale de Viseu, aujourd'hui au musée Grão Vasco dans cette même ville.

La première mention que l'on trouve de Vasco Fernandes date de 1501, quand débutent les travaux du grand retable de la nef de la cathédrale de Viseu, dans cette entreprise qui dura de 1501 à 1506, Vasco Fernandes travailla avec le peintre flamand Francisco Henriques.
Il s'agit d'une œuvre d'atelier, collective, et il est difficile de déterminer avec rigueur le rôle exact de Vasco. 
Plus tard, entre 1506 et 1511, il travailla à Lamego, peignant le retable de la nef de la cathédrale. Cette fois, il est désigné comme le maître d'œuvre, secondé par des sculpteurs flamands.
On le retrouve ensuite à Coimbra, aux environs de 1530), où il peint quatre retables pour le monastère de la Sainte-Croix, desquels il ne reste malheureusement que le magnifique ''Pentecôte'' dans la sacristie du monastère. Plus tard il s'installe à nouveau à Viseu, et réalise différents retables, considérées comme ses œuvres les plus importantes, pour la cathédrale et le palais épiscopal de Fontelo, (Paço Episcopal do Fontelo), avec son collaborateur Gaspar Vaz.
Vasco Fernandes fut un peintre de transition entre le Manuélin, la peinture flamande et la Renaissance, grâce peut-être à la collaboration de l'humaniste D. Miguel da Silva, qui avec ses connaissances, et l'aide de sa bibliothèque, lui fait découvrir les Italiens. 

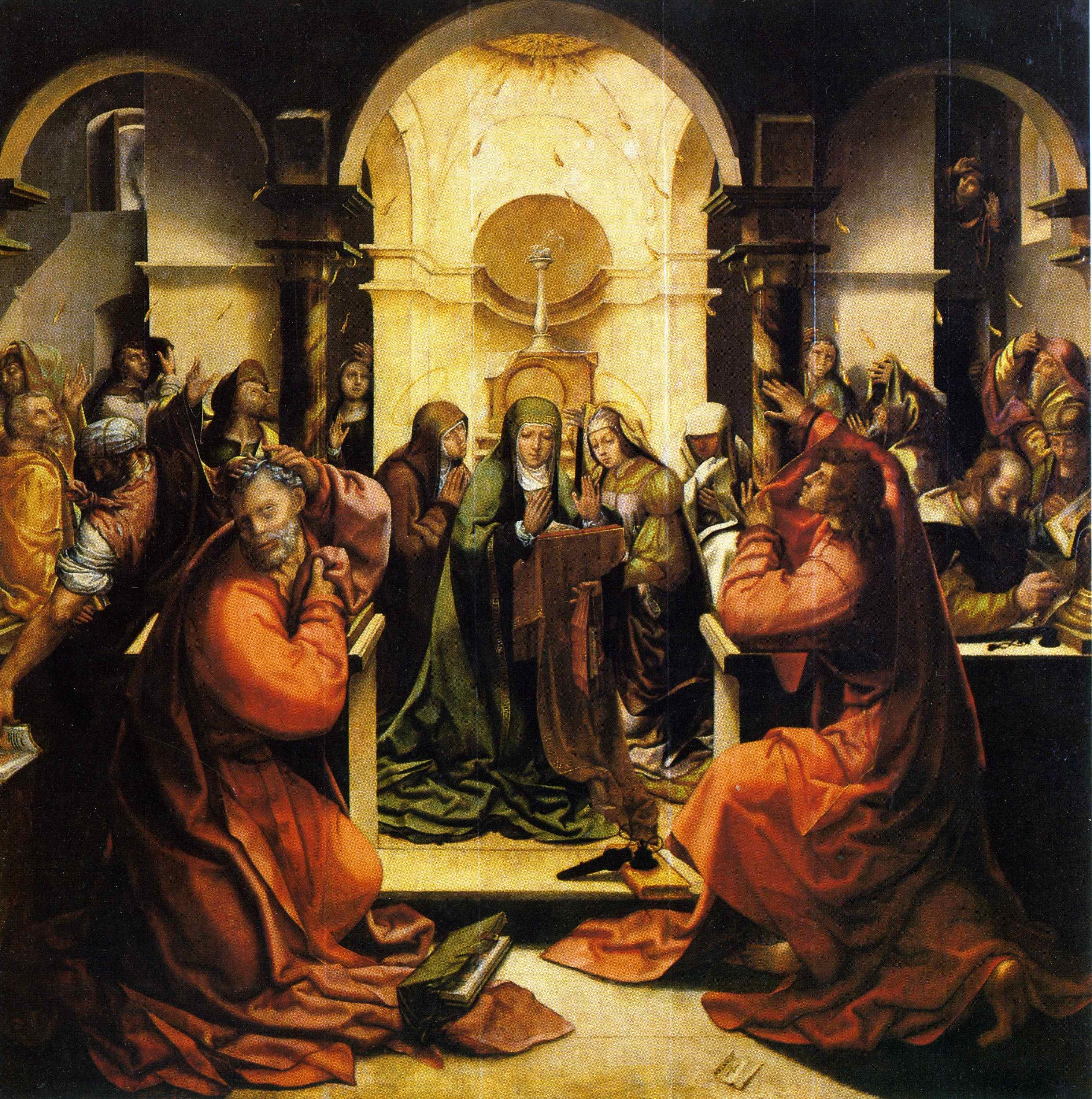
Pentecôte, 1534-35, signée Velasco, Monastère de la Sainte-Croix de Coïmbre.

La majeure partie des peintures de Vasco Fernandes sont aujourd'hui au musée Grão Vasco, à Viseu, qui comprennent des œuvres de sa première et de sa dernière phase artistique. 
Dans le musée de Lamego, on trouve cinq des vingt panneaux du retable de la cathédrale (Sé de Lamego), démonté au XVIIIe siècle. 
Dans l'église de Freixo de Espada à Cinta, de style manuélin, et dans le monastère de Salzedas, on trouve d'autres groupes de peintures de Vasco Fernandes.
Enfin, dans la sacristie du monastère de la Sainte-Croix à Coimbra, on peut admirer sa Pentecôte.
Vasco Fernandes fut marié deux fois, la première fois avec Ana Correia, et la seconde avec Joana Rodrigues, dont il eut plusieurs enfants

## Source
- (pt) Cet article est partiellement ou en totalité issu de l’article de Wikipédia en portugais intitulé « Grão Vasco » (voir la liste des auteurs).